# بورانگولوو (شهرستان اوچالینسکی، باشقیرستان)
بورانگولوو (انگلیسی: Burangulovo, Uchalinsky District, Republic of Bashkortostan) یک شهرک در شهرستان اوچالینسکی استان باشقیرستان کشور روسیه است.